# يوسف السفري
يوسف سفري من مواليد (3 يناير سنة 1977 في الدار البيضاء) هو لاعب دولي مغربي سابق لكرة قدم. كان يشغل مركز خط الوسط برزت موهبته الكروية مع نادي الرجاء البيضاوي، حيث تميز ببراعته في التسديدات الثابتة. مما خول له اللعب مع منتخب بلاده المغربي من 1999 إلى غاية 2009، بالموازاة مع ٱحترافه في الدوري الإنجليزي بدءً من نادي كوفنتري سيتي مروراً بناديي نورويتش سيتي ونادي ساوثهامبتون إلى غاية نادي قطر القطري.

## الإنجازات
عدد مرات الظهور بالأندية وعدد الأهداف تحسب للدوري المحلي فقط، كذلك الأمر بالنسبة لعدد مرات الظهور بالمنتخب وعدد الأهداف.

### مع نادي الرجاء البيضاوي
- الفوز بالبطولة الوطنية المغربية 1997 ,1998,1999، 2000
- 1999 : الفوز بدوري أبطال أفريقيا
- 2000 : الفوز بكأس السوبر الأفريقي
- 2000 : الفوز بكأس العرش المغربي لكرة القدم

### مع منتخب بلاده

#### منتخب المغرب تحت 20 سنة لكرة القدم
- 1997 : الفوز ببطولة أفريقيا لكرة القدم للشباب

#### منتخب المغرب لكرة القدمللكبار
- 2004 : وصيف كأس الأمم الأفريقية لكرة القدم

### نادي قطر
- 2009 : كأس قطر

## روابط خارجية
- يوسف سفري على موقع الاتحاد الدولي (مؤرشف)  (الإنجليزية)
- يوسف سفري على موقع قاعدة بيانات كرة القدم.إي يو (الإنجليزية)
- يوسف سفري على موقع ناشيونال فوتبول تيمز (الإنجليزية)
- يوسف سفري على موقع Soccerbase.com (لاعب) (الإنجليزية)
- يوسف سفري على موقع عالم كرة القدم.نت (الإنجليزية)
- يوسف سفري على موقع أوليمبيديا (الإنجليزية)